# Charles Laval
Charles Laval (Paris, 17 de março de 1860 – Paris, 26 de abril de 1894) foi um pintor pós-impressionista francês. Foi amigo de Paul Gauguin e Vincent van Gogh.